# 阿尔夸托堡
阿尔夸托堡（義大利語：Castell'Arquato）是意大利皮亚琴察省的一个市镇。总面积52平方公里，人口4728人，人口密度90.9人/平方公里（2009年）。ISTAT代码为033012。